# Xavier Giannoli
Xavier Giannoli (Neuilly-sur-Seine, 7 de março de 1972) é um cineasta, roteirista e produtor cinematográfico francês.